# Actopan (kommun i Mexiko, Veracruz, lat 19,53, long -96,51)
Actopan är en kommun i Mexiko.   Den ligger i delstaten Veracruz, i den sydöstra delen av landet, 270 km öster om huvudstaden Mexico City. Arean är 860 kvadratkilometer.
Terrängen i Actopan är varierad.
Följande samhällen finns i Actopan:
- Actopan
- Tinajitas
- Trapiche del Rosario
- Cerro Gordo
- Hornitos
- Ranchito de las Ánimas
- El Farallón
- Paso de la Milpa
- San José Pastorías
- El Viejón Nuevo
- Arroyo de Piedra
- Bocanita de la Esperanza
- El Guarumbo
- El Espinal
- Vista Hermosa
- El Ojital
- El Jícaro
- Santa Cecilia
- La Caña
- Plan de la Higuera
- La Luz
- Colonia Muñoz
- Las Colonias
- Buenos Aires Dos
- Villa Rica de la Veracruz
- Paso de Varas
- Colonia los Pozos
- Casa de Teja